# Xysticus obscurus
Xysticus obscurus là một loài nhện trong họ Thomisidae.
Loài này thuộc chi Xysticus. Xysticus obscurus được miêu tả năm 1877 bởi Collett.